# Bárbara de Alencar
Bárbara Pereira de Alencar (11 de febrero de 1760 - 18 de agosto de 1832) fue una comerciante y revolucionaria brasileña. Fue una figura importante en la revuelta pernambucana. Fue brevemente presidenta de la República de Crato, que se creó en rebelión contra el gobierno brasileño. Luego de 8 días, fue capturada y torturada por la monarquía portuguesa, convirtiéndose en la primera prisionera política de la historia de Brasil. Fue madre de José Martiniano Pereira de Alencar y abuela del escritor José de Alencar y diplomático Leonel Martiniano de Alencar. El escritor Paulo Coelho es su descendiente de sexta generación.
En 1817, Bárbara participó en su primera revuelta armada: la Revolución de Crato, que se alineó con la Revolución Pernambucana más amplia y se opuso a la Corona portuguesa. Junto con sus hijos, la familia Alencar expulsó a las autoridades portuguesas locales y las reemplazó por revolucionarios. Este nuevo gobierno duró ocho días antes de que las fuerzas portuguesas recuperaran el control. Las consecuencias para Alencar y sus hijos fueron duras. Fueron encarcelados en condiciones inhumanas. Después de años de peticiones legales, cartas al rey e incluso intentos de soborno, fueron liberados en 1820.

## Biografía
Bárbara Pereira de Alencar nació el 11 de febrero de 1760 en Senhor Bom Jesus dos Aflitos de Exu, en el interior de Pernambuco, en la Hacienda Caiçara, propiedad del patriarca de la familia Alencar, el portugués Leonel de Alencar Rego, su abuelo. Siendo adolescente, Bárbara se mudó al entonces pueblo de Crato, en Ceará, donde se casó con el comerciante portugués José Gonçalves dos Santos. La heroína republicana fue madre de los líderes revolucionarios José Martiniano Pereira de Alencar y Tristão Gonçalves.
Her father, along with other ancestors, founded the town of Exu. The Alencar family began accumulating wealth through cattle raising and the cultivation of cotton and sugarcane. Through the economic dynamics of the period, they expanded their influence throughout Pernambuco and Ceará, especially the interior, gaining visibility, respect, and political influence.
Una de las historias famosas de la infancia de Alencar es que sobrevivió a un ataque de guerreros indígenas a la casa de su familia, que fue incendiada. Su huida y supervivencia fueron vistas como signos tempranos de su fuerza y resiliencia. Más tarde, según el libro "Independência do Brasil, as mulheres estavam lá", particularmente en el capítulo dedicado a ella, Alencar optó por casarse con un hombre de su preferencia —30 años mayor que ella— a pesar de la desaprobación de sus padres. Debido a sus fuertes opiniones y comportamiento en una época en la que el empoderamiento femenino era desconocido, se ganó la reputación de “ mujer-hombre ”, una etiqueta destinada a transmitir su dureza y asertividad.
Como matriarca multifacética, Alencar desafió las expectativas sociales. Crio cinco hijos, cuidó de su padre enfermo, administró la destilería familiar (que producía cachaça y rapadura ) y emprendió iniciativas empresariales, como invertir en ollas para cocinar, a pesar de las objeciones de su marido. A los 32 años, Alencar comenzó a participar activamente en la política. El naturalista Manoel de Arruda Câmara la introdujo en el pensamiento liberal de la Ilustración, como Voltaire, Montesquieu y Rousseau . En 1809, tras enviudar, asumió oficialmente el control de su familia, un papel que había desempeñado extraoficialmente durante años.
En 1810, fue llamada heroína por su postura antimonárquica incluso antes de que comenzara la revolución, un título otorgado por su amiga y aliada revolucionaria, Arruda Câmara. Sus hijos también adoptaron ideales liberales, influenciados por su ejemplo. Estas ideas liberales despertaron una conciencia política en Bárbara y sus hijos, quienes se unieron a otros en la lucha para liberar a Brasil de la dominación portuguesa. Esto finalmente condujo a su participación en la Revolución Pernambucana y en la Confederación del Ecuador, ambas basadas en principios liberales.
Ella financió a sus hijos y otros participantes revolucionarios de la Revolución de Crato y se trasladó a su Hacienda Alecrim, en Piauí, durante el conflicto. Alencar murió en 1832 a los 72 años en su finca de Piauí.

## Bárbara de Alencar y la Revolución Crato
Fue líder del Gobierno Provisorio establecido por los revolucionarios de Crato. Luego de ocho días, la revolución fue derrotada y cayó presa, pasando penosos meses en la fortalea de Nossa Senhora da Assunção.
Bárbara de Alencar sigue siendo una figura icónica en la memoria histórica del Nordeste brasileño, simbolizando la resistencia femenina y desafiando el dominio político masculino. Su papel en la Revolución de Crato (Ceará), ocurrida en el contexto de la Revolución Pernambucana de 1817, fue central. El 4 de mayo de 1817 se proclamó la República de Crato, un audaz levantamiento que duró ocho días. El movimiento incluso ha sido bautizado como la «Revolución de los Alencar». Si bien la documentación sobre sus acciones directas es limitada, esto se debe a la falta de fuentes, más que a la falta de participación. Se sabe que Bárbara organizaba mítines revolucionarios y apoyaba activamente la causa. Al final fue detenida junto con otras 200 personas. Si bien también contribuyó a la Revolución Pernambucana y a la Confederación del Ecuador, fue su papel en el levantamiento de Crato el que consolidó su legado como pionera de la participación femenina en las luchas por la independencia.

## En poesía
En 1980, el escritor Caetano Ximenes de Aragão publicó el poema épico Romanceiro de Bárbara, centrándose en la Confederación del Ecuador y la saga de Bárbara en 77 poemas. Recientemente fue republicado por la Secretaría de Cultura del Estado de Ceará bajo la colección “Luz do Ceará”.

## Bárbara: Heroína de la Nación – Proyecto de Ley N.º 522/2011
Alencar fue incluida en el Libro de Héroes y Heroínas Nacionales de Brasil (originalmente sólo héroes hombres) gracias a un proyecto de ley propuesto por una de sus descendientes, la diputada federal Ana Arraes . Este proyecto de ley tenía como objetivo reconocer el papel de Bárbara en la independencia de Brasil, acciones que en su día la etiquetaron de traidora y la llevaron a prisión.
El Proyecto de Ley n.º 522/2011, presentado por Arraes (actual vicepresidente del Tribunal de Cuentas de la Unión de Brasil), añadió el nombre de Bárbara al “Libro de los Héroes de la Nación”, ubicado en el Panteón de la Libertad y de la Democracia, en Brasilia . Su reconocimiento abrió las puertas para la inclusión de otras heroínas femeninas en la historia oficial de Brasil.

## Impacto
- El Centro Cultural Bárbara de Alencar otorga cada año la Medalla Bárbara de Alencar a tres mujeres que actúan en favor de la mejora de la sociedad [8]
- El centro administrativo del Gobierno de Ceará se llama Centro Administrativo Bárbara de Alencar [9]
- Una estatua de Bárbara de Alencar se encuentra en Fortaleza [10]
- El nombre de Alencar está inscrito en el libro de los héroes nacionales brasileños en el cenotafio federal Tancredo Neves Panteón de la Patria y de la Libertad [11]
- de Alencar fue el tema de un poema épico del escritor Caetano Ximenes de Aragão ( pt ) [12]